# Servicio de Defensa Voluntaria de las Mujeres Suecas
El Servicio de Defensa Voluntaria de las Mujeres Suecas (en sueco: Riksförbundet Sveriges lottakårer, abreviado: SLK, comúnmente conocida como Lottorna) es una organización auxiliar de defensa de la Guardia Nacional de Suecia, una parte de las Fuerzas Armadas suecas.

## Organización

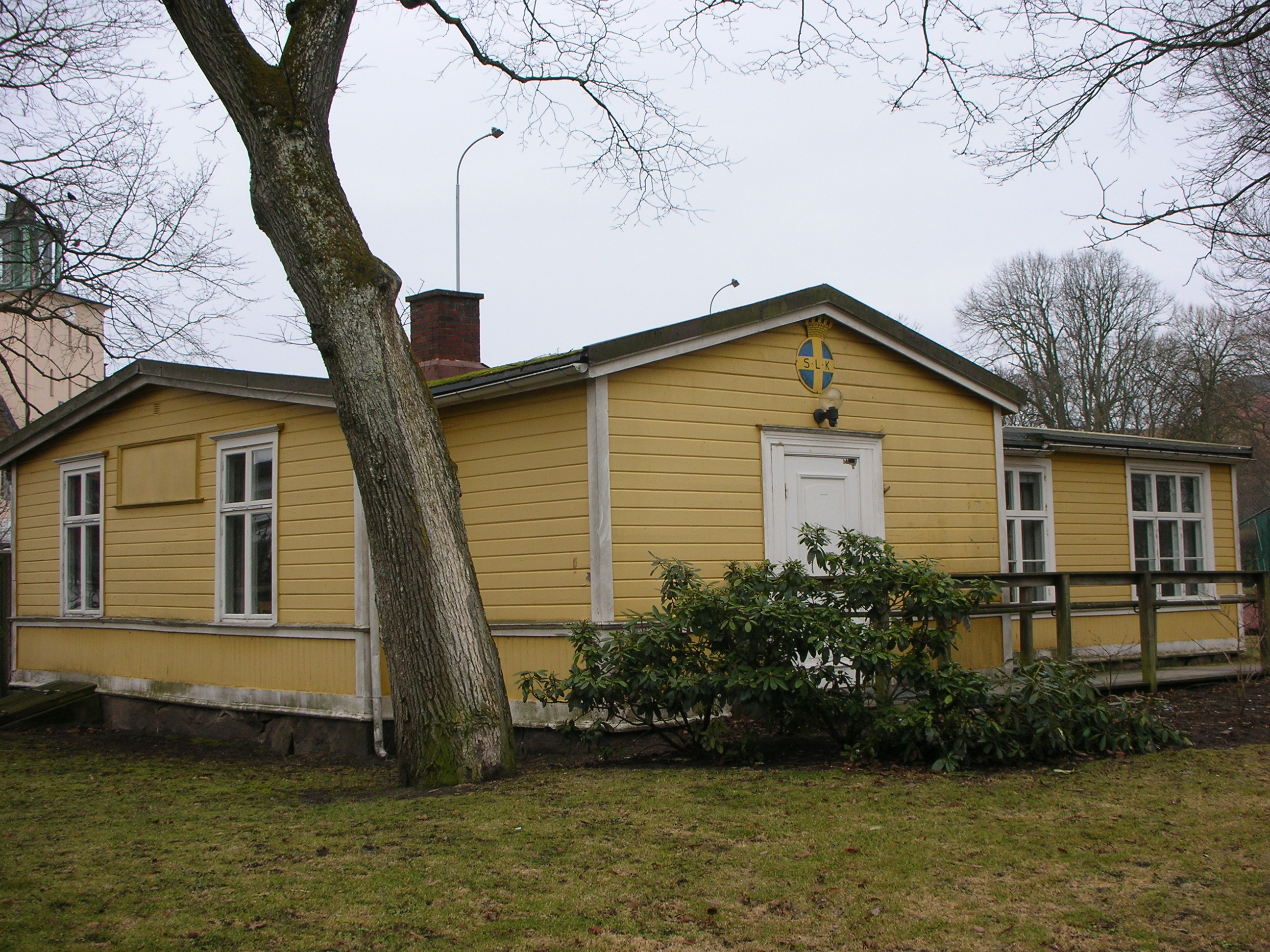
La Lottastugan (Cabaña Lotta) en el parque comunitario de Varberg. Observe el emblema de la SLK arriba de la puerta.

Actualmente, la organización consta de aproximadamente 5.000 mujeres de todas las edades en toda Suecia. El propósito de Svenska Lottakåren es reclutar y educar a mujeres para tareas en la defensa total sueca, y llevar a cabo una formación integral en defensa. Lottorna trabaja tanto en las Fuerzas Armadas como en la preparación civil para emergencias. La organización es políticamente neutral y es una de las redes femeninas más grandes del país.

## Historia
Fue creado en 1924 inspirado en la organización auxiliar de mujeres finlandesas, Lotta Svärd, fundada en 1920. El nombre proviene de un poema de Johan Ludvig Runeberg, sobre una mujer ficticia llamada Lotta Svärd que se hizo cargo de los soldados heridos durante la Guerra de Finlandia. 
La fundadora y primera presidenta de la organización fue Tyra Wadner. La organización comenzó como parte del movimiento Landstorms (entonces llamado Sveriges Landstormskvinnor), pero se convirtió en una organización independiente en 1942. 
En 1936 se establecieron normas que regulaban las actividades de Lottorna en tiempos de paz y guerra. En tiempos de paz, las actividades se concentrarían en cuatro áreas: 
- Colección de fondos para el movimiento Landstorms
- Brindar servicio en los ejercicios para hombres de Landstorm
- Formación de sus propios miembro.
- Trabajo de enseñanza para "elevar el sentimiento patriótico de la patria y fortalecer la defensa de la nación".

Durante la guerra, Lottorna tuvo que emprender diversas formas de asistencia para la defensa en la patria, especialmente durante la movilización. Los lotes se dividieron en ejército, armada y aeródromos. 
Durante la Segunda Guerra Mundial, la organización recibió muchos deberes nuevos y aumentó el número de miembros. Al final de la guerra, la organización tenía más de 110.000 miembros, lo que significaba que alrededor del cinco por ciento de las mujeres en el país durante 15 años eran parte de Lottorna.

## Líderes
- 1924-????; Tyra Wadner
- 1959-1966; Ingrid Norlander
- 1966-1974; Louise Ulfhielm
- 1974-1978; Alice Trolle-Wachtmeister
- 1978-1986; Christine Malmström Barke
- 1986-1994; Marianne af Malmborg
- 1994-2002; Nini Engstrand
- 2002-2008; Elisabeth Falkemo
- 2008-2014; Annette Rihagen
- 2014 - presente; Barbro Isaksson